# 王調鼎
王調鼎（？—1644年），字伯和，號我劬，山東萊州府濰縣人，明朝、南明政治人物。

## 生平
王調鼎是萬曆四十三年（1615年）舉人，到崇禎四年（1631年）中進士 ，獲授獻縣知縣，擒拿大盜劉大力，並重修城池，建設石塘，得當地人民祭祀在名宦祠。之後他入朝擔任禮部主事，改官吏科給事中，三年內上奏三十多次，外調金衢嚴副使。
半年後北京失陷，流賊李神勇、劉小黑等千餘人在嚴州城南黃埠嶺作亂，王調鼎招募鄉勇引誘流賊出嶺，用百子連珠炮擊毀對方巢穴，殺死三百多人；他上禀巡撫後，遭責備未有預先禀報而擅自動兵，被弘光朝廷調為參議，不久憂憤患病，在任內去世。

## 引用
1. 1 2  錢海岳《南明史·卷三十五·列傳第十一》：王調鼎，字伯和，濰縣人。崇禎四年進士。歷獻縣【、華亭】知縣，創立石塘。轉禮部主事、吏科給事中、金衢副使。國變，募兵勤王，陞金衢嚴參議。
2. ↑  乾隆《濰縣志·卷三·選舉》：（萬曆）乙卯（舉人） 王調鼎 見進士
3. ↑  《崇祯四年辛未科进士三代履历》：王调鼎，我劬，诗四房，己亥九月十六日生。潍县人，乙卯五十一，会三十，三甲一百三十七名。工部政，授献县知县，丁丑行取，戊寅钦选吏科给事中，戊寅调补上林苑典薄，己卯升大理寺左寺副。曾祖来聘。祖善教，庠生。父無松，廪生。
4. ↑  王調鼐《誥授朝議大夫浙江金衢嚴道我劬先生行略》：余胞兄諱調鼎，字伯和，號我劬，長余三歲，性明敏，幼從學於先大人。十一歲為文，所養陳表兄見而奇之，推以大器。十四歲入郡庠，明年食餼，遂領乙卯鄉薦。……越十餘年，始為辛未進士，任獻縣令。獻有大盜劉大力等百餘人，在商家林招納亡命時行劫掠，危害已久。下車伊始，保甲招里長、鄉長密授捕盜之術，約定日期，夜帶家僕，各藏火藥，倡率鄉勇，用飛龍火箭焚其巢穴，擒獲三十餘人回署，內外未有知者，罪其魁首，餘皆釋放。善言慰勸使之捕盜，未及五旬，四境晏然。是年舉卓異，獻舊城壘土為之頹壞，乃督工修築，以磚易堞，計所費三千餘金，皆取諸家貲。告竣之日，景文範公為之記，勒石。再舉卓異，遂行取吏科給事中。自獻赴京，百姓奉酒叩拜，送至境外，專祠祀之，崇祀名宦祠。吾兄在諫院三年，奏議三十餘次。治河、賑饑、禦寇三疏，敷陳愷切，權臣惡其煩瀆，旋遷浙江金衢嚴道。
5. ↑  王調鼐《誥授朝議大夫浙江金衢嚴道我劬先生行略》：至浙蒞任未及半載，嚴郡告變，即兼程赴嚴。逆賊李神勇、劉小黑等千餘人，在嚴郡城南黃埠嶺作亂，招使鄉勇偽為逃難者。誘賊出嶺，暗統歩卒，用百子連珠炮，焚其巢穴，殺賊三百餘人。上禀欽差大臣，責其不先禀報，又無委扎，擅自動兵，殊違軍律，降級調用。嗚呼，上下之間，何其枘鑿之不相入也。厥後逆賊猖獗，劃策十餘條，皆不見用，遂憂憤成疾，卒於官。此吾兄一生之行跡，鬱鬱不得志而道不上達也。